# سبخة الوافي
سبخة الوافي سبخة ساحلية تقع شمال البلاد التونسية، جنوب بحيرة غار الملح التي تتصل بها.
| سبخة الوافي |